# Paso Grande
Paso Grande es una localidad del Departamento Libertador General San Martín, ubicada en el noreste de la provincia de San Luis, Argentina.
Se encuentra a 107 km de la ciudad de San Luis, sobre la ruta provincial 2.

## Población
Contó con 427 habitantes (Indec, 2010), lo que representó un incremento del 1,2 % frente a los 422 habitantes (Indec, 2001) del censo anterior.
Según el censo 2022 la población total de la Comisión municipal fue de 532 personas. En tanto, el número de viviendas registradas fue de 282.
| Gráfica de evolución demográfica de Paso Grande entre 1947 y 2022 |
|                                                                   |
| Fuente: Censos nacionales del INDEC                               |

## Clima
Por lo general los veranos son cálidos y los inviernos se presentan fríos y prolongados. Las temperaturas mínimas pueden alcanzar registros de hasta -13 °C bajo cero.